# 윌로우 (드라마)
《윌로우》(영어: Willow)는 디즈니+에서 2022년 11월부터 2023년 1월까지 방영된 미국의 판타지 모험 드라마이다. 1988년 동명 영화의 속편 작품이다. 배우 워릭 데이비스가 주인공 윌로우를 연기했다.